# Screen Actors Guild Award for Outstanding Performance by an Ensemble in a Drama Series
Screen Actors Guild Award for Outstanding Performance by an Ensemble in a Drama Series er en award, som uddeles af Screen Actors Guild, for at ære den flotteste skuespiller-præsentation, for bedste sammenspil i en drama-serie.

## Vindere og nominerede

### 1990'erne
1994 – NYPD Blue – Gordon Clapp; Dennis Franz; Sharon Lawrence; James McDaniel; Gail O'Grady; Jimmy Smits; Nicholas Turturro
- Chicago Hope
- ER
- Law & Order
- Picket Fences

1995 – ER
- Chicago Hope
- NYPD Blue
- Law & Order
- Picket Fences

1996 – ER – George Clooney; Anthony Edwards; Laura Innes; Eriq La Salle; Julianna Margulies; Gloria Reuben; Sherry Stringfield; Noah Wyle
- Chicago Hope
- Law & Order
- NYPD Blue
- The X-Files

1997 – ER – Maria Bello; George Clooney; Anthony Edwards; Laura Innes; Alex Kingston; Eriq La Salle; Julianna Margulies; Gloria Reuben; Noah Wyle
- Chicago Hope
- Law & Order
- NYPD Blue
- The X Files

1998 – ER – George Clooney; Anthony Edwards; Laura Innes: Alex Kingston; Eriq La Salle; Julianna Margulies; Kellie Martin; Gloria Reuben; Noah Wyle
- Law & Order
- NYPD Blue
- The Practice
- The X Files

1999 – The Sopranos – Lorraine Bracco; Dominic Chianese; Edie Falco; James Gandolfini; Robert Iler; Michael Imperioli; Nancy Marchand; Vincent Pastore; Jamie-Lynn DiScala; Tony Sirico; Steve Van Zandt
- ER
- Law & Order
- NYPD Blue
- The Practice

### 2000'erne
2000 – The West Wing – Dulé Hill; Allison Janney; Moira Kelly; Rob Lowe; Janel Moloney; Richard Schiff; Martin Sheen; John Spencer; Bradley Whitford
- ER
- Law & Order
- The Practice
- The Sopranos

2001 – The West Wing – Dulé Hill; Allison Janney; Rob Lowe; Janel Moloney; Richard Schiff; Martin Sheen; John Spencer; Bradley Whitford
- CSI: Crime Scene Investigation
- Law & Order
- Six Feet Under
- The Sopranos

2002 – Six Feet Under – Lauren Ambrose; Frances Conroy; Rachel Griffiths; Michael C. Hall; Peter Krause; Freddy Rodríguez; Mathew St. Patrick
- 24 timer
- CSI: Crime Scene Investigation
- The Sopranos
- The West Wing

2003 – Six Feet Under – Lauren Ambrose; Frances Conroy; Rachel Griffiths; Michael C. Hall; Peter Krause; Freddy Rodríguez; Mathew St. Patrick; Ben Foster; Peter Macdissi; Justina Machado; Lili Taylor; Rainn Wilson
- CSI: Crime Scene Investigation
- Law & Order
- The West Wing
- Without a Trace

2004 – CSI: Crime Scene Investigation – Gary Dourdan; George Eads; Jorja Fox; Paul Guilfoyle; Robert David Hall; Marg Helgenberger; William L. Petersen; Eric Szmanda
- 24 timer
- Six Feet Under
- The Sopranos
- The West Wing

2005 – Lost – Adewale Akinnuoye-Agbaje; Naveen Andrews; Emilie de Ravin; Matthew Fox; Jorge Garcia; Maggie Grace; Josh Holloway; Malcolm David Kelley; Daniel Dae Kim; Yunjin Kim; Evangeline Lilly; Dominic Monaghan; Terry O'Quinn; Harold Perrineau; Michelle Rodriguez; Ian Somerhalder; Cynthia Watros
- The Closer
- Grey's Anatomy
- Six Feet Under
- The West Wing

2006 – Grey's Anatomy – Justin Chambers; Eric Dane; Patrick Dempsey; Katherine Heigl; T.R. Knight; Sandra Oh; James Pickens, Jr.; Ellen Pompeo; Sara Ramirez; Kate Walsh; Isaiah Washington; Chandra Wilson
- 24 timer
- Boston Legal
- Deadwood
- The Sopranos

2007 – The Sopranos – Greg Antonacci; Lorraine Bracco; Edie Falco; James Gandolfini; Dan Grimaldi; Robert Iler; Michael Imperioli; Arthur J. Nascarella; Steve Schirripa; Matt Servitto; Jamie-Lynn Sigler; Tony Sirico; Aida Turturro; Steve Van Zandt; Frank Vincent
- Boston Legal
- The Closer
- Grey's Anatomy
- Mad Men

2008: Mad Men – Alexa Alemanni; Bryan Batt; Jared S. Gilmore; Michael Gladis; Jon Hamm; Jared Harris; Christina Hendricks; January Jones; Vincent Kartheiser; [obert Morse; Elisabeth Moss; Kiernan Shipka; John Slattery; Rich Sommer; Christopher Stanley; Aaron Staton
- Boston Legal
- The Closer
- Dexter
- House

2009: Mad Men – Alexa Alemanni; Bryan Batt; Jared S. Gilmore; Michael Gladis; Jon Hamm; Jared Harris; Christina Hendricks; January Jones; Vincent Kartheiser; [obert Morse; Elisabeth Moss; Kiernan Shipka; John Slattery; Rich Sommer; Christopher Stanley; Aaron Staton
- The Closer
- Dexter
- The Good Wife
- True Blood

### 2010'erne
2010: Boardwalk Empire – Steve Buscemi; Michael Pitt; Kelly MacDonald; Michael Shannon; Shea Whigham; Aleksa Palladino; Michael Stuhlbarg; Stephen Graham; Vincent Piazza; Paz de la Huerta; Michael Kenneth Williams; Gretchen Mol; Paul Sparks; Anthony Laciura; Dabney Coleman
- The Closer
- Dexter
- The Good Wife
- Mad Men

2011 – Boardwalk Empire – Steve Buscemi, Dominigue Chianese, Robert Clohessy, Dabney Coleman, Charlie Cox, Josie Gallina, Lucy Gallina, Stephen Graham, Jack Huston, Anthony Laciura, Heather Lind, Kelly MacDonald, Declan McTigue, Rory McTigue, Gretchen Mol, Brady Noon, Connor Noon, Kevin O'Rourke, Aleksa Palladino, Jacqueline Pennewill, Vincent Piazza, Michael Pitt, Michael Shannon, Paul Sparks, Michael Stuhlbarg, Peter Van Wagner, Shea Whigham, Michael Kenneth Williams og Anatol Yusef
- Breaking Bad

Jonathan Banks, Betsy Brandt, Ray Campbell, Bryan Cranston, Giancarlo Esposito, Anna Gunn, RJ Mitte, Dean Norris, Bob Odenkirk og Aaron Paul
- Dexter

Billy Brown, Jennifer Carpenter, Josh Cooke, Aimee Garcia, Michael C. Hall, Colin Hanks, Desmond Harrington, Rya Kihlstedt, C.S. Lee, Edward James Olmos, James Remar, Lauren Vélez og David Zayas
- Game of Thrones

Amrita Acharia, Mark Addy, Alfie Allen, Josef Altin, Sean Bean, Susan Brown, Emilia Clarke, Nikolaj Coster-Waldau, Peter Dinklage, Ron Donachie, Michelle Fairley, Jerome Flynn, Elyes Gabel, Aidan Gillen, Jack Gleeson, Iain Glen, Julian Glover, Kit Harington, Lena Headey, Isaac Hempstead Wright, Conleth Hill, Richard Madden, Jason Momoa, Rory McCann, Ian McElhinney, Luke McEwan, Roxanne McKee, Dar Salim, Mark Stanley, Donald Sumpter, Sophie Turner og Maisie Williams
- The Good Wife

Christine Baranski, Josh Charles, Alan Cumming, Matt Czuchry, Julianna Margulies, Chris Noth, Archie Panjabi, Graham Phillips og Makenzie Vega